# Jokkmokks försvarsområde
Jokkmokks försvarsområde (Fo 65) var ett försvarsområde inom svenska armén som verkade i olika former åren 1942–1975. Försvarsområdesstaben var förlagd i Bodens garnison i Boden.

## Historia
Jokkmokks försvarsområde bildades den 1 oktober 1942 och var direkt underställd militärbefälhavaren för VI. militärområdet. Försvarsområdesstaben hade inledningsvis gemensam stab med Kiruna försvarsområde. Från den 1 juli 1961 fick staben istället gemensam stab med Bodens försvarsområde. Den 30 juni 1975 avvecklades Jokkmokks försvarsområde och uppgick den 1 juli 1975 i Bodens försvarsområde.

## Förläggningar och övningsplatser
När försvarsområdet bildades förlades staben till Hjalmar Lundbohmsgården på Ingenjörgatan 2 i Kiruna garnison. Från sommaren 1946 förlades staben till Lappgatan. Den 1 juli 1961 omlokaliserades till Bodens garnison där den samlokaliserades med staben för Bodens försvarsområde.

## Förbandschefer
Förbandschefen titulerades försvarsområdesbefälhavare och hade tjänstegraden överste. Åren 1942–1961 var chefen tillika chef för Kiruna försvarsområde och åren 1961–1975 chef för Bodens försvarsområde.

- 1942–1944: Överstelöjtnant Evert Cavalli
- 1944–1946: Överste Anders Engelbrekt Flodström
- 1946–1958: Överste Nils Hjalmar Jonson
- 1958–1961: Överste Tore Wigforss
- 1961–1963: Överste Carl-Gustaf Linnell
- 1963–1966: Överste John Alstermark
- 1966–1971: Överste Erik Gustaf Lodin
- 1971–1975: Överste Sven Halvar Skeppstedt

## Namn, beteckning och förläggningsort
| Jokkmokks försvarsområde | 1942-10-01 | – | 1975-06-30 |

| Fo 65 | 1942-10-01 | – | 1975-06-30 |

| Kiruna garnison (F) | 1942-10-01 | – | 1946-06-30 |
| Bodens garnison (F) | 1961-07-01 | – | 1975-06-30 |